# APEC 교육장관회의
APEC 교육장관회의는 아시아 태평양 경제협력체(APEC) 회원국 교육장관이 모여 역내 지식격차 해소 및 경제발전을 위해 교육·인적자원 개발과 관련된 주요 사안을 협의하는 회의이다.

## 역대 APEC 교육장관회의
| 구분 | 년도 | 개최지            | 핵심의제 |
| ---- | ---- | ----------------- | --- |
| 1차  | 1992 | 미국(워싱턴 D.C.) | "21세기 교육기준 마련" • 교육 표준(Standard) 마련을 통해 APEC 회원국이 급변하는 21세기에 생산적이고 만족스러운 삶을 영위하도록 도와줌                       |
| 2차  | 2000 | 싱가포르          | "21세기 사회를 배우기 위한 교육" • 밀레니엄 시대에 적합한 교육을 통해 경제와 사회 복지 향상 • 지속가능한 성장과 공평한 개발을 위한 인적자원과 천연자원 개발 |
| 3차  | 2004 | 칠레(산티아고)    | "향후 교육 도전과제를 해결하기 위한 기술함양" • 교육분야 연계와 공동계획 강화를 통한 공동체 기회 균등 증진과 경제통합, 개방, 번영 확대                      |
| 4차  | 2008 | 페루(리마)        | "모두를 위한 질 교육: 21세기 능력과 기술 함양" • 질 교육을 통한 아시아태평양 지역의 경제격차 축소 • 생활수준 향상을 통한 경제통합과 세계화 혜택증진         |

### 제5차 APEC 교육장관회의
제5차 APEC 교육장관회의는 2012년 5월 21일부터 5월 23일 기간중 대한민국 경주(현대호텔)에서 교육과학기술부 주최로 개최되었다. 한국교육개발원, 한국교육학술정보원, APEC 국제교육협력원, 경상북도, 경주시가 협력하고 있다. 주요의제는 "미래의 도전과 교육의 대응: 글로벌 교육, 혁신적 교육 및 교육협력의 강화"이다.

#### 주요 프로그램
- 본 행사: 사전실무회의, 본회의, 공동선언문 채택
- 부대 행사: 미래교실 테마관, 회원국 교육홍보관, 글로벌 창의인재 육성과 교육혁신 포럼, 미래교육포럼. 미래교육 축제, 대한민국 좋은 학교 박람회

#### 개최 의의
- 한국은 제5차 APEC 교육장관회의의 의제를 “미래의 도전과 교육의 대응 : 글로벌 교육, 협력교육 및 교육협력의 강화”로 제안, APEC 정상회의의 이슈와 연계하여 지속가능하고 창의적인 성장을 달성하기 위한 교육의 기여방안과 교육협력의 확대방안에 대해 논의할 예정이다.
- 한국은, APEC 역내에서 가장 적극적으로 활동을 전개한 국가 중의 하나로, 특히 교육분야에서는 APEC 사이버 교육협력 사업을 시작으로 미래교육포럼, 인터넷 봉사단 파견, ALCoB 사업 등등 가장 활발한 활동을 전개해 왔다. 더불어, 한국은 G20 정상회의 유치 및 의장국 선정을 계기로 글로벌 리더십을 발휘할 수 있는 제반 여건이 형성되어 있으며 회원국들의 기대에 부응할 만한 역량을 갖추고 있다.
- 이번 제 5차 APEC 교육장관회의가 대한민국에서 개최되는 것은, APEC 회의에 가장 적극적인 참여를 보이면서도 선진국과 개도국을 잘 연결하여 협력의 이정표를 세울 수 있는 훌륭한 역량을 지닌 국가에서 개최되는 것을 의미하며, 회원국 간 교류와 화합을 촉진시킬 수 있는 좋은 기회임을 의미한다.

#### 기대효과
- 제5차 APEC 교육장관회의를 통한 한국의 글로벌 교육 리더십을 확보
  - 제5차 APEC 교육장관회의는, 선진국과 개발도상국 사이의 가교역할을 수행할 수 있는 한국이 의장국이라는 것에 전 세계가 주목하고 있다.
  - 1차~4차 교육장관회의는 교육의 4가지 주요 영역(수학·과학/언어·외국어/직업·기술/ICT)에 대한 지속적인 논의가 전개되어 왔으나 미국·중국 등 선진국을 중심으로 회의가 진행되었다는 아쉬움이 있었다.
  - 대한민국은 이번 회의를 통해 21개 회원국 모두에 적합하고 실질적인 교육 이슈를 전개하고, 구체적 활동방안을 제시함으로써 APEC 교육장관회의의 위상을 높이고 한국의 교육 리더십을 극대화할 것이다.
- 대한민국 글로벌 교육정책의 국제적인 실천성의 확보
  - 제5차 APEC 교육장관회의는, 지금까지 우리나라와 국제협력에 있어 중요한 위치를 차지하는 미국, 중국, 일본, 호주 등지에 "한국의 글로벌 교육정책"을 효과적으로 알릴 수 있는 자리가 될 것이다.
  - 또한 이번 회의를 통해 지금까지 진행해 왔던 APEC 역내 국제교육사업의 성과와 역량을 알릴 수 있는 계기가 될 것이다.

#### 공식 로고
- 신라시대 인재양성을 목적으로 출발하여 삼국통일의 중심이 된 “화랑”의 역동적인 기상을 형상화 하여 "인재대국 KOREA"의 이미지를 극대화하였고, 대한민국을 상징하는 붉은색과 푸른색을 사용하여 태극이 물결친  모습을 연상케 하여 21개 APEC 회원국의 교육장관이 한자리에 모여 협력하는 이미지를 강조하였다. 아울러 숫자 "5"를 화랑이 말을 타고 달리며 활을 쏘는 역동적인 모습으로 표현하여 한국이 제5차 APEC 교육장관회의의 의장국으로서 교육장관회의의 성공을 염원하는 마음을 담았다.